# Praticable (théâtre)
Pour les articles homonymes, voir Praticable.
Le praticable est une construction légère, mobile et démontable utilisée dans le décor d'un spectacle, le plus souvent en bois sur une structure en aluminium. Les artistes peuvent aussi prendre place et circuler en sécurité sur ces volumes.
Ces plateaux de formes rectangulaires montés sur pieds réglables, sont utilisés de toutes sortes de façons pour créer un lieu, une scène, différents niveaux (musiciens), ou tout simplement pour s'asseoir, ils sont le plus souvent peints en noir et les gros praticables sont montés sur roulettes.